# Метрополитен Катании
Метрополитен Катании (итал. Metropolitana di Catania) — система линий скоростного транспорта Катании. В системе метрополитена функционируют двухвагонные поезда.

## История
Строительство метрополитена в Катании началось в середине 1990-х годов. 27 июня 1999 года участок от станции «Borgo» до станции «Porto», длиной 8,8 км и состоящий из 11 станций, был торжественно открыт, став пятым метрополитеном в Италии.
Большая часть станций подземные, мелкого заложения. На сегодняшний день метрополитен развивается нестабильно.
В декабре 2016 года были открыты станции «Джованни XXIII» и «Стезикоро», при этом станции Стацьоне ФС и Порто были закрыты. Также есть планы по постройке ещё 4 станций.

## Станции
| Название                                     | Фотография | Дата открытия | Примечание                   |
| -------------------------------------------- | ---------- | ------------- | ---------------------------- |
| Монте По (итал. Monte Po)                    |            | 2024          | Конечная с 2024 года         |
| Фонтана (итал. Fontana)                      |            | 2024          |                              |
| Незима (итал. Nesima)                        |            | 2017          | Конечная с 2017 по 2024 год  |
| Сан Нулло (итал. San Nullo)                  |            | 2017          |                              |
| Чибали (итал. Cibali)                        |            | 2021          |                              |
| Мило (итал. Milo)                            |            | 2017          |                              |
| Борго (итал. Borgo)                          |            | 1999          | Конечная с 1999 по 2017 год  |
| Джуффрида (итал. Giuffrida)                  |            | 1999          |                              |
| Италия (итал. Italia)                        |            | 1999          |                              |
| Галатеа (итал. Galatea)                      |            | 1999          |                              |
| Джованни Вентитрезимо (итал. Giovanni XXIII) |            | 2016          | Главный пересадочный узел    |
| Стезикоро (итал. Stesicoro)                  |            | 2016          | Конечная с 2016 года         |
| Стацьоне ФС (итал. Stazione F.S.)            |            | 1999          | Закрыта с 2016 года          |
| Порто (итал. Porto)                          |            | 1999          | Временно закрыта с 2016 года |

## Перспективы развития
Ответвление от Стезикоро до станции Аэропорт:

Схема линий в 2010 году

- San Domenico
- Vittorio Emanuele
- Palestro
- San Leone
- Verrazzano
- Librino
- Santa Maria Goretti
- Aeroporto

Продление от станции Незима:
- Misterbianco Zona Industriale
- Misterbianco Centro
- Gulotta
- Belpasso
- Valcorrente
- Giaconia
- Paternò